# Janusz Rosłan
Janusz Zbigniew Rosłan (ur. 30 października 1962 w Biłgoraju) – polski polityk i samorządowiec, burmistrz Biłgoraja w latach 2002–2024.

## Życiorys
Janusz Rosłan urodził się 30 października 1962 roku, jako syn Henryka i Honoraty. Jest absolwentem germanistyki na Uniwersytecie Marii Curie-Skłodowskiej w Lublinie.
Po ukończeniu studiów podjął pracę jako nauczyciel języka niemieckiego w różnych placówkach oświatowych w Biłgoraju, m.in. w I Liceum Ogólnokształcącym im. ONZ.

## Działalność polityczna
Janusz Rosłan zaangażował się w działalność polityczną w latach 90., stając się radnym Rady Miasta Biłgoraj.
W 2002 roku został wybrany na burmistrza Biłgoraja. W kolejnych wyborach samorządowych w 2006 roku wywalczył reelekcję.